# Beatty (Oregón)
Beatty es un lugar designado por el censo ubicado en el condado de Klamath en el estado estadounidense de Oregón. En el Censo de 2020 tenía una población de 60 habitantes y una densidad poblacional de 23,81 habitantes por km². Fue incluido como CDP en el censo de 2020.

## Geografía
Beatty se encuentra ubicado en las coordenadas 42°26′31″N 121°16′11″O / 42.44194, -121.26972. Según la Oficina del Censo de los Estados Unidos,  tiene una superficie total de 2,52 km², todos correspondientes a tierra firme.